# José Francisco Rodrigues do Rêgo
Dom José Francisco Rodrigues do Rêgo (Barras, 24 de dezembro de 1966) é um prelado católico brasileiro, bispo de Ipameri.
Ingressou no Seminário Menor São José da Diocese de Uruaçu, em 20 de janeiro de 1984, onde cursou todo o ensino médio no Colégio Nossa Senhora Aparecida em Uruaçu (GO). Em janeiro de 1987, continuou seus estudos no Seminário São José da Arquidiocese de São Sebastião do Rio de Janeiro, cursou a Filosofia e tornou-se Bacharel em Filosofia pela Faculdade de Filosofia João Paulo II. Em fevereiro de 1989, iniciou o curso de Teologia no Seminário Maior Nossa Senhora de Fátima da Arquidiocese de Brasília e concluiu em dezembro de 1992. Foi ordenado presbítero em 13 de dezembro de 1992, na cidade de Uruaçu, por Dom José da Silva Chaves.
Foi nomeado Pároco para a Paróquia Nossa Senhora da Abadia, na cidade de Barro Alto (GO), em 7 de março de 1993, data em que também foi criada aquela paróquia, sendo ele o seu primeiro Pároco. Em janeiro de 1998, foi nomeado Reitor do Seminário Menor São José da Diocese em Uruaçu; e durante o mesmo período foi vigário paroquial da Paróquia Nossa Senhora Aparecida, em Estrela do Norte (GO). Em 24 de janeiro de 1999, foi nomeado Pároco da Paróquia Santa Teresinha, em Santa Teresinha de Goiás (GO), onde durante três anos exerceu o seu ministério presbiteral. Dia 10 de março de 2002, foi nomeado Pároco da Paróquia Sagrado Coração de Jesus, data em que também foi criada esta mesma paróquia, sendo ele o seu primeiro Pároco. Permaneceu como pároco desta comunidade até o dia 27 de abril de 2008. Dia 8 de maio de 2008, foi nomeado pároco da Paróquia Nossa Senhora Aparecida, em Minaçu (GO). Em 27 de janeiro de 2018, foi nomeado pároco da Paróquia Sant’Ana, cura da Catedral de Uruaçu e vigário geral.
Exerceu, ainda, as seguintes incumbências na diocese de Uruaçu: foi diretor espiritual do ECC 2ª e 3ª etapa;  reitor do Seminário Menor São José; foi presidente da Associação de Presbíteros São João Maria Vianney; membro do Conselho de Presbíteros, membro do Colégio de Consultores, Coordenador da Pastoral Presbiteral, vigário forâneo, diretor espiritual no seminário.
Reconheceu, pelo Ministério da Educação, o curso de Teologia, em 2007, na Universidade Católica de Goiás; e, em 2010 reconheceu o curso de Filosofia na Faculdade Católica de Anápolis.
Nomeado em 15 de maio de 2019 para a Diocese de Ipameri, recebeu a ordenação episcopal em 4 de agosto de 2019, através de Dom José da Silva Chaves, bispo-emérito de Uruaçu, tendo como co-consagrantes principais Dom Adair José Guimarães, Bispo de Formosa, e Dom Messias dos Reis Silveira, Bispo de Teófilo Otoni.